# Niekrasowskoje
Niekrasowskoje – osiedle typu miejskiego w Rosji, w obwodzie jarosławskim. W 2010 roku liczyło 6146 mieszkańców.